# Charles Seymour Wright
Sir Charles Seymour „Silas“ Wright (7. dubna 1887 Toronto – 1. listopadu 1975 Saltspring Island) byl kanadský fyzik, voják a polárník, který se stal jedním z přeživších členů expedice Terra Nova na Antarktidu, vedené kapitánem Robertem Scottem.

## Vzdělání
Narodil se roku 1887 v Torontu do rodiny pojišťovacího úředníka. Po ukončení soukromé chlapecké školy Upper Canada College, pokračoval studiem fyziky na Torontské univerzitě. Přestože nosil brýle vynikal ve sportu. Na kánoi vyjel mapovat místa dalekého severu Kanady.
Po absolvování univerzity obdržel postgraduální stipendium na Gonville and Caius College univerzity v Cambridgi, na níž působil mezi lety 1908–1910. Tam střetl Douglase Mawsona, jenž se vrátil ze Shackletonovy britské antarktické výpravy (1907–1909). Navázal také přátelství s Raymondem Priestleym, Thomasem Griffithem Taylorem a Australanem Frankem Debenhamem, kteří sdíleli vášeň k průzkumu Antarktidy a zúčastnili Scottovy expedice, proběhlé v období 1910–1913. Wright na ni podal přihlášku a byl napoprvé odmítnut. Až poté, co se přestěhoval z Cambridge do Londýna, a osobním předání písemné žádosti, uspěl. Robert Falcon Scott jej přijal na pozici glaciologa a fyzika.

## Antarktická expedice

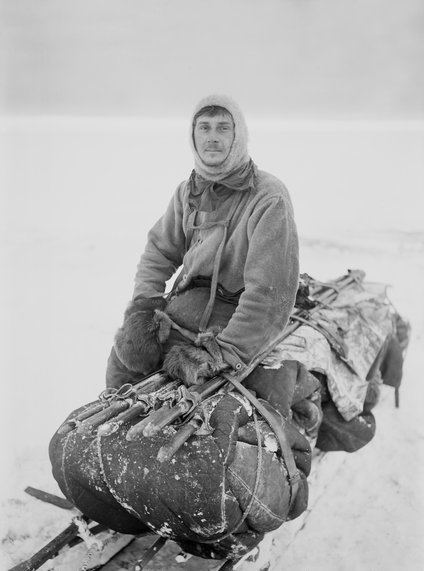
Wright během expedice Terra Nova, 13. dubna 1911

Během expedice Terra Nova uskutečnil v Antarktidě řadu experimentů, týkajících se utváření ledu. Od ledna do poloviny března 1911 se stal součástí čtyřčlenného týmu po boku geologů Taylora, Debenhama a Evanse, kteří objevili a zmapovali západní pohoří Viktoriiny země. Jako příslušník pozdější jižní skupiny vyrazil 1. listopadu 1911 ze základny na Evansově mysu Rossova ostrova jižním směrem se záměrem být součástí Scottova týmu, který dosáhne jižního pólu. Avšak 22. prosince 1911 na jižní zeměpisné šířce 85° 15’, sedmý týden cesty a 300 mil od pólu, byl s dalšími členy podpůrné skupiny poslán nazpět. Za dalších pět týdnů urazili 580 mil napříč zmrzlým kontinentem, než se vrátili zpět na Evansův mys. Scottovy části expedice se však již nedočkali. Dne 12. listopadu 1912 se tak stal součástí osmičlenného pátracího týmu pod vedením Edwarda Atkinsona, který jako první spatřil stan obsahující umrzlá těla Scotta, Edwarda Wilsona a Henryho Bowerse.

## Působení v armádě
Po návratu do Anglie se oženil se sestrou Priestleyho, jenž byl kolegou z antarktické expedice. Vyučoval kartografii a přežití v přírodě.
S rozhořením prvního světového konfliktu v roce 1914 narukoval do Královského ženijního vojska v hodnosti podporučíka. Operoval na území Francie. Za svou službu obdržel Vojenský kříž a Řád britského impéria (OBE). V roce 1919 nastoupil do výzkumného odboru britského ministerstva námořnictví. Od roku 1929 působil jako důstojník v Teddingtonu a mezi lety 1934–1936 jako ředitel vědeckého výzkumu na ministerstvu námořnictví. Na tomto úřadu setrval aktivní i během druhé světové války, v níž se podílel na vzniku radarového systému Spojenců a vývoji zařízení detekujících magnetické miny a torpéda. Za svou činnost byl roku 1946 pasován na rytíře.
Se vznikem Vědeckého úřadu Královského námořnictva v roce 1946 se stal jeho prvním ředitelem. Následně působil ve Spojených státech ve funkci vědeckého poradce admirála při britské spojené misi. Od roku 1951 pak převzal řízení laboratoře fyzické oceánografie ve Scrippsově institutu oceánografie v kalifornském La Jolla. Od roku 1955 pracoval na obranném výzkumu v kanadské tichomořské laboratoři a od konečně od roku 1967 byl součástí Institutu věd o Zemi při Univerzitě Britské Kolumbie.

## Úmrtí
Na Antarktidu se vrátil v letech 1960 a 1965. Do důchodu odešel v roce 1969. Poté žil v Saltspring Island, ležícím v kanadské provincii Britská Kolumbie, kde zemřel 1. listopadu 1975, ve věku 88 let.